# Velké Kunětice
Velké Kunětice (niem. Gross-Kunzendorf, Groß-Kunzendorf, Großkunzendorf, pol. Konradów Wielki) – miejscowość gminna położona w kraju ołomunieckim, w powiecie Jesionik, w Czechach.
W latach 1996–2007 funkcjonowało w miejscowości przejście małego ruchu granicznego Velké Kunětice - Sławniowice. Na terenie wsi stoi zabytkowy kościół Matki Bożej Śnieżnej.

## Podział

### części gminy
- Františkov
- Strachovičky
- Velké Kunětice

### gminy katastralne
- Velké Kunětice (981,26 ha)